# Arrondissement Thann
´Das Arrondissement Thann war ein Verwaltungsbezirk im Département Haut-Rhin in der französischen Region Elsass mit zuletzt 81.614 Einwohnern (Stand 1. Januar 2012) auf einer Fläche von 525 km². Sitz der Unterpräfektur war Thann. Am 1. Januar 2015 wurde es mit dem Arrondissement Guebwiller zum Arrondissement Thann-Guebwiller vereinigt.

## Geschichte
Am 4. März 1790 wurde mit der Gründung des Départements Haut-Rhin auch der Distrikt Belfort gegründet, der zu dem Zeitpunkt auch das Gebiet des späteren Arrondissements Thann mit umfasste. Am 17. Februar 1800 wurde daraus das Arrondissement Belfort gegründet.
Am 18. Mai 1871 wurde das Gebiet als Kreis Thann im Bezirk Oberelsass im Reichsland Elsass-Lothringen neu eingerichtet. Der Kreis umfasste damals 524 km² und hatte 1885 60.475 Einwohner.
Im Zuge der Wiedereingliederung des Elsass nach Frankreich am 28. Juni 1919 (Vertrag von Versailles) wurde aus dem Kreis Thann das Arrondissement Thann gebildet.
Siehe auch: Geschichte des Departements Haut-Rhin.

## Geografie
Das Arrondissement grenzte im Norden an die Arrondissements Colmar und Guebwiller, im Osten an das Arrondissement Mulhouse, im Süden an das Arrondissement Altkirch, im Südwesten an das Arrondissement Belfort im Département Territoire-de-Belfort (Franche-Comté) und im Westen an das Arrondissement Épinal im Département Vosges (Lothringen).
Im Arrondissement lagen vier Wahlkreise (Kantone):

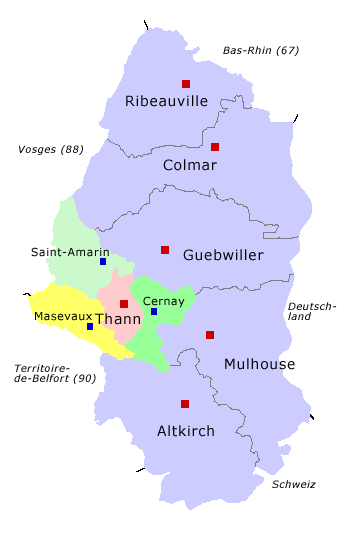
Karte des Arrondissements Thann mit Verwaltungsgliederung und Lage im Département Haut-Rhin

- Kanton Cernay
- Kanton Masevaux
- Kanton Saint-Amarin
- Kanton Thann

## Gemeinden
Die größten Gemeinden des Arrondissements waren (>5.000 Einwohner 1999):
- Cernay (10.446)
- Wittelsheim (10.226)
- Thann (8.033)

Vor seiner Auflösung gehörten folgende 52 Gemeinden zum Arrondissement Thann:
- Aspach-le-Bas
- Aspach-le-Haut
- Bernwiller
- Bitschwiller-lès-Thann
- Bourbach-le-Bas
- Bourbach-le-Haut
- Burnhaupt-le-Bas
- Burnhaupt-le-Haut
- Cernay
- Dolleren
- Fellering
- Geishouse
- Goldbach-Altenbach
- Guewenheim
- Husseren-Wesserling
- Kirchberg
- Kruth
- Lauw
- Leimbach
- Malmerspach
- Masevaux
- Michelbach
- Mitzach
- Mollau
- Moosch
- Mortzwiller
- Niederbruck
- Oberbruck
- Oderen
- Rammersmatt
- Ranspach
- Rimbach-près-Masevaux
- Roderen
- Saint-Amarin
- Schweighouse-Thann
- Sentheim
- Sewen
- Sickert
- Soppe-le-Bas
- Soppe-le-Haut
- Staffelfelden
- Steinbach
- Storckensohn
- Thann
- Uffholtz
- Urbès
- Vieux-Thann
- Wattwiller
- Wegscheid
- Wildenstein
- Willer-sur-Thur
- Wittelsheim